# Vrachonisída Mikró Sofráno
Vrachonisída Mikró Sofráno är en ö i Grekland.   Den ligger i prefekturen Nomós Dodekanísou och regionen Sydegeiska öarna, i den sydöstra delen av landet, 300 km sydost om huvudstaden Aten. Arean är 0,17 kvadratkilometer.
Terrängen på Vrachonisída Mikró Sofráno är platt. Öns högsta punkt är 43 meter över havet. Den sträcker sig 0,8 kilometer i nord-sydlig riktning, och 0,4 kilometer i öst-västlig riktning.